# Alicja Barska
Alicja Barska-Skrzypińska (ur. 23 lipca 1918 w Petersburgu, zm. 4 lipca 2011) – polska aktorka teatralna, sporadycznie filmowa i dubbingowa, śpiewaczka.

## Życiorys
Urodziła się 23 lipca 1918 jako Alicja Zofia Olczyk. 
Występowała w teatrach: Miejskim w Sosnowcu (1945–1946), Miejskim w Bydgoszczy (1947–1949), Polskim w Bielsku-Cieszynie (1949–1950) oraz w teatrach warszawskich: Ludowym (1950–1955), Sensacji (1956–1960). W latach 1951–1957 występowała w Teatrze Polskiego Radia.
19 stycznia 1955 na wniosek Ministra Kultury i Sztuki została odznaczona Medalem 10-lecia Polski Ludowej.
Poza karierą aktorską spełniała się również jako uznana wokalistka oraz nauczycielka śpiewu. Uczyła m.in. Halinę Frąckowiak oraz Danutę Błażejczyk.
Została pochowana na cmentarzu Wojskowym na Powązkach w Warszawie (C 38-8-8).

## Filmografia
- 1959: Lunatycy – Róża, znajoma ojca Romana[8]

## Dubbing
- 1941: Dumbo – jedna ze słonic[9]
- 1950: Kopciuszek – Anastazja (pierwsza wersja dubbingu)[10]